# Валентин Паспалеев
Валентин Иванов Паспалеев е български офицер, контраадмирал посмъртно.

## Биография
Роден е през 1903 г. в Кюстендил. Баща му Иван Паспалеев останал сирак през Руско-турската война от 1877 – 1878 г. е осиновен от руския офицер Николай Самсонов, който го взема със себе си в Русия. Там той завършва Военно училище и се жени в Екатеринослав. Ражда се първия му син Леонид. След това роднини го викат обратно в България поради нуждата от офицери за българската армия. Той се завръща и там се ражда Валентин. Брат му Леонид се жени за поетесата Веса Паспалеева. Баща му загива в Първата световна война с чин полковник. Поради липсата на средства майка му го изпраща във Военноморското училище във Варна през 1918 г. Службата си започва като пилот на хидроплан. Издава сп. Морски сговор заедно с Александър Бегажев. Известно време е командир на миноносеца „Дръзки“. От 1938 до 1944 г. издава сп. Морски преглед. През 1944 г. е назначен за началник на пограничния морски район в Созопол. След 9 септември 1944 г. е назначен за командир на Дунавския флот в Русе, където остава до 1946 г. През 1946 г. се завръща във Варна, където е назначен за началник-щаб на Черноморския флот. От 19 януари 1948 г. е началник на щаба на Военноморския флот. През 1949 г. е обвинен в антинародна дейност и шпионаж и арестуван. Умира в София в килията си през септември 1950 г. Посмъртно е повишен в чин контраадмирал през 1992 г.

## Книги
- „Корсари“ (1936 – 37 г.);
- „Скагерак“ (1937 г.).

## Ордени
- съветски орден „Красная звезда“ – с рубини и брилянти